# Tu ne déroberas point
Tu ne déroberas point (France) ou Le 8e commandement (Québec) (Homer vs. Lisa and the 8th Commandment) est le 13e épisode de la saison 2 de la série télévisée d'animation Les Simpson.

## Synopsis
Après avoir vu un gars du câble chez Flanders, Homer décide de s'octroyer un abonnement au câble bon marché en le faisant installer illégalement. Toute la famille est ravie et y deviendra vite accro. Le dimanche, au cours de catéchisme, les enfants apprennent l'enfer et les 10 commandements, ce qui fait peur à Lisa qui craint qu'Homer et toute la famille aillent en enfer, car elle considère que son abonnement illégal est du vol et qu'il enfreint donc un des dix commandements : « Tu ne voleras point ». Homer ne tient pas compte de la réflexion de Lisa et se passionne plus pour le match de boxe à venir. Il invite tous ses amis à venir voir le match chez lui. Lisa, sur les conseils du Révérend Lovejoy, décide de ne plus regarder le câble. Le soir du match, après avoir mis Lisa et Marge à la porte, Homer se rend compte de la mauvaise influence qu'a la télévision sur lui. Il prend finalement la décision de couper le câble après le match de boxe.

## Première apparition
- Troy McClure
- Drederick Tatoum, une caricature de Mike Tyson.